# Всички страхове
„Всички страхове“ (на английски: The Sum of All Fears, буквално Сбор от всички страхове) е американски филм от 2002 г. в жанр екшън/политически трилър, базиран на едноименния роман на Том Кланси. Режисьор е Фил Олдън Робинсън. В главните роли участват Бен Афлек и Морган Фрийман. Разпространител е Paramount Pictures. Премиерата е на 31 май 2002 г.
Въпреки че „Всички страхове“ е четвъртият филм от поредицата филми за Джак Райън и действието му се развива през 2002 г., тук Райън е представен по-млад отколкото във „На лов за Червения октомври“ (1990), „Патриотични игри“ (1992) и „Реална опасност“ (1994).

## Сюжет
В началото на филма е представена сцена от Войната от Йом Кипур през 1973 г. Малък израелски самолет тръгва на патрул над Голанските възвишения с атомна бомба на борда си, но е свален над сирийската пустиня. Бомбата постепенно е зарита от пясъка и изчезва.
Разказът се мести с 29 години напред в тайна база на американското правителство в Маунт Уедър, Вирджиния, където президентър Дж. Робърт Фаулър (Джеймс Кромуел) и няколко висши експерти по национална сигурност, сред които и шефът на ЦРУ Уилям Кабът (Морган Фрийман), разиграват в пълна секретност условия на ядрена война с Русия и обсъждат как да реагират в такава ситуация.
През 2002 г. двама араби, търговци на старо желязо, случайно откриват бомбата. Търговец на оръжия на име Олсън (Колм Фиори), живеещ в Дамаск, я купува от тях и на свой ред я продава на черния пазар за 50 млн. долара на австрийски неонацист на име Рихард Дреслер (Алън Бейтс).
Неочаквано президентът на Руската федерация Зоркин (Ричард Марнър) умира от сърдечен удар. За нов президент на страната е избран Александър Немеров (Кийрън Хайндс), известен като хардлайнер и подозрителен заради високия си авторитет в средите на руските въоръжени сили. Шефът на ЦРУ Кабът намира материал за Немеров отпреди година, написан от политическия историк Джак Райън (Бен Афлек), в който се предрича изкачването му на власт. По време на рутинна експедиция на програмата за ядрено обезоръжаване в Арзамас-16, Кабът и Райън са поканени в Кремъл, за да се срещнат с Немеров лично. Напрежението се увеличава, след като президентът сравнява намесата на САЩ в Чечня като „мъж да спи с чужда жена“, представяйки Русия като предадения и жаден за отмъщение съпруг. Въпреки това, Немеров изглежда харесва Джак Райън, който го поздравява на руски.
ПО време на инспекцията Райън забелязва, че трима от седемнадесетте руски учени, работещи по програмата за разоръжаване, отсъстват. Аташето на Немеров Анатолий Грушков (Майкъл Бърн) се опитва да го измами, като обяснява, че те са респективно болен, на почивка и починал. Тайният информатор на Кабът в Москва, с кодово име „Спинакер“, съобщава на Кабът, че обясненията на Грушков са лъжи и че местоположението на тримата учени, чиито комбинирани умения могат да създадат атомна бомба, е напълно неизвестно за руските власти. Скоро след пристигането си във Вашингтон, Кабът изпраща агента от ЦРУ Джон Кларк (Лив Шрайбър) и Джак Райън на мисия за откриване на двамата учени. Те ги намират в стара руска военна база край язовира Кременчуг в Украйна, работейки върху бомбата на Дреслер.
След като Немеров поема отговорността за атака с химическо оръжие над Грозни, столицата на Чечня, президентът Фаулър и неговата администрация стават загрижени заради произвола на руските войски и обсъждат дали да не изпратят мироопазващи сили на НАТО. Джак Райън правилно счита, че той го прави само за да запази имиджа си пред руските радикали, но така губи подкрепата на Белия дом. Междувременно ядрена бомба пристига в склад в Балтимор, Мериленд и внесена на стадион за американски футбол, маскирана като автомат за цигари.
Във видеозапис Дреслер разкрива намеренията си да бомбардира Балтимор. Огорчен и ядосан от разпореждането на САЩ и Русия с малките европейски държави, той иска да ги унищожи и двете също колкото Адолф Хитлер през Втората световна война. Дреслер казва, че Хитлер „не е бил луд“, а „глупак“, защото се е опитал да се бори с двете свръхсили едновременно. Вместо това е по-добре „Америка и Русия да започнат война... и да се унищожат взаимно.“ Детонирайки ядрено оръжие на американска земя, Дреслер се надява да влоши вече обтегнатите отношения между двете държави и да предизвика ядрена война.
Райън се опитва да предупреди Кабът, че бомбата е Балтимор, но се оказва, че шефът на ЦРУ и президента Фаулър гледат мач по американски футбол и то точно на стадиона, където е заложена бомбата. Заради шума от играта на Кабът му е много трудно да чуе предупрежденията. След няколко опита Райън все пак успява да предаде съобщението и агенти на тайните служби бързо извеждат президента от стадиона. Фаулър успява да се измъкне, но само мигове след това бомбата избухва, сравнявайки със земята голяма част от града и разпръсквайки президентския кортеж.
След взрива президентът е спасен от хеликоптер на Американската морска пехота, а после със свитата си се качва на „Еър Форс Едно“ (американският президентски самолет). Той смята, че бомбата е руска. Приятелката на Райън д-р Катрин Мълър (Бриджит Мойнахан) оцелява след експлозията, Райън оживява след катастрофа с вертолет, но Кабът почива в болница.
След като разбира за взрива, Дреслер се обажда на подкупен генерал от Военновъздушните сили на Русия. Генералът им нарежда да потопят закотвения в Северно море американски самолетоносач „Джон К. Стенис“ със своите бомбардировачи „Ту-22М“ под лъжливия предлог, че американска междуконтинентална балистична ракета е унищожила Москва. Ударът нанася тежки щети на самолетоносача и го прави неспособен да приютява самолети. В отговор президентът Фаулър нарежда на три изтребителя на ВВС на САЩ „F-16“ да нападнат руската база, откъдето е са излетели бомбардировачите. Напрежението се покачва и доверието между двамата президенти бързо намалява. Фаулър нарежда пълна бойна готовност и се подготвя да пусне ядрени снаряди по военните цели в Русия. Виждайки, че САЩ са изпратили своите стелт бомбардировачи „B-2“ и ядрени подводници, Немеров нарежда на своите междуконтинентални балистични ракети изстрелване.
По молба на Райън Екипът за изучаването на радиацията при ВС на САЩ прави изследване на бомбата и открива, че плутоният в нея е произведен през 1968 г. в ядрен полигон „Савана Ривър“, Южна Каролина, тоест бомбата е американска, а не руска по произход. Райън се опитва да предупреди президента, но не успява. По-късно открива, че мозъкът на атентата е Дреслер. Чрез пейджъра на Кабът, който взема след смъртта му, той пита Спинакер как американски плутоний ще се озове в руска бомба. Спинакер му съобщава, че плутоният е продаден на Израел за ядрената му програма.
Райън стига до доковете на пристанището, но открива че американската връзка на Дреслер – Лод Мейсън – е убит от атентатора Хер Хафт. Хафт напада Райън, но е победен. Райън се опитва да накара Хафт да говори, но е прекъснат от пристигането на Мерилендската полиция. Чрез полицейски хеликоптер стига до Пентагона и успява да говори с президента Немеров и му разказва истина. След това руският президент предлага на Фаулър план за прекратяване на огъня. Той е приет и ядрената война е избегната.
Двамата президенти се срещат и сключват мир, след което двустранни агенти започват да търсят конспираторите. Джон Кларк разрязва гърлото на Олсън, продажният генерал Дубинин е прострелян в заснежена гора, а Дреслер, страхувайки се от преследването на Грушков, се самоубива с кола-бомба, която детонира със запалка.
Във Вашингтон президентите Фаулър и Немеров изнасят реч за трагедията в Балтимор и бъдещето на оръжията за масово унищожение в Белия дом. В един парк наблизо Райън и Катрин правят пикник, когато се срещат с Грушков. Той им разрива, че е Спинакер – тайният канал на Кабът в Москва. Грушков дава на Катрин „малък подарък“ за годежа ѝ с Райън. Двамата са учудени, защото не са казвали на никого за годежа си. Райън пита Грушков как знае за това, но руският таен агент просто се усмихва и си тръгва.

## Актьорски състав
- Бен Афлек – Джак Райън
- Морган Фрийман – Уилям Кабът, шеф на ЦРУ
- Бриджит Мойнахан – д-р Катрин Мълър
- Джеймс Кромуел – Дж. Робърт Фаулър, президент на САЩ
- Лив Шрайбър – Джон Кларк
- Майкъл Бърн – Анатолий Грушков
- Колм Фиори – Олсън
- Алън Бейтс – Рихард Дреслер
- Рон Рифкин – Сидни Оуенс, държавен секретар на САЩ
- Кийрън Хайндс – Александър Немеров, президент на Русия
- Брус Макджил – Джийн Ривъл, съветник по национална безопасност на САЩ
- Ричард Марнър – Зоркин, бивш президент на Русия
- Филип Бейкър Хол – Дейвид Бекър, секретар по отбраната на САЩ
- Кен Дженкинс – адмирал Полак
- Филип Ейкън – генерал Уилкс
- Джон Бийзли – генерал Ласитър, председател на комитета на началниците на генералните щабове на САЩ